# Arytmetyka

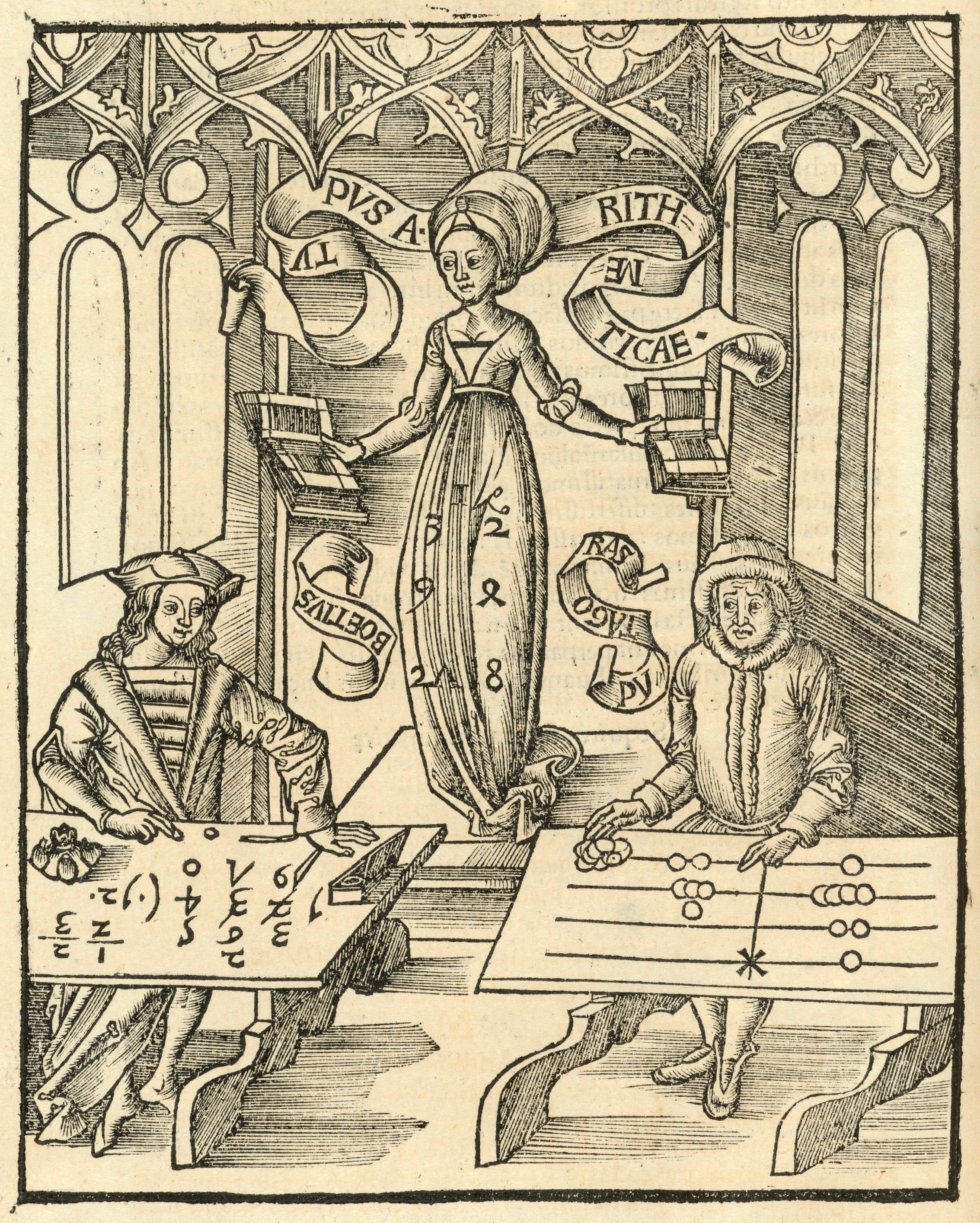
Rycina z dzieła Margarita philosophica, 1503; autor: Gregor Reisch

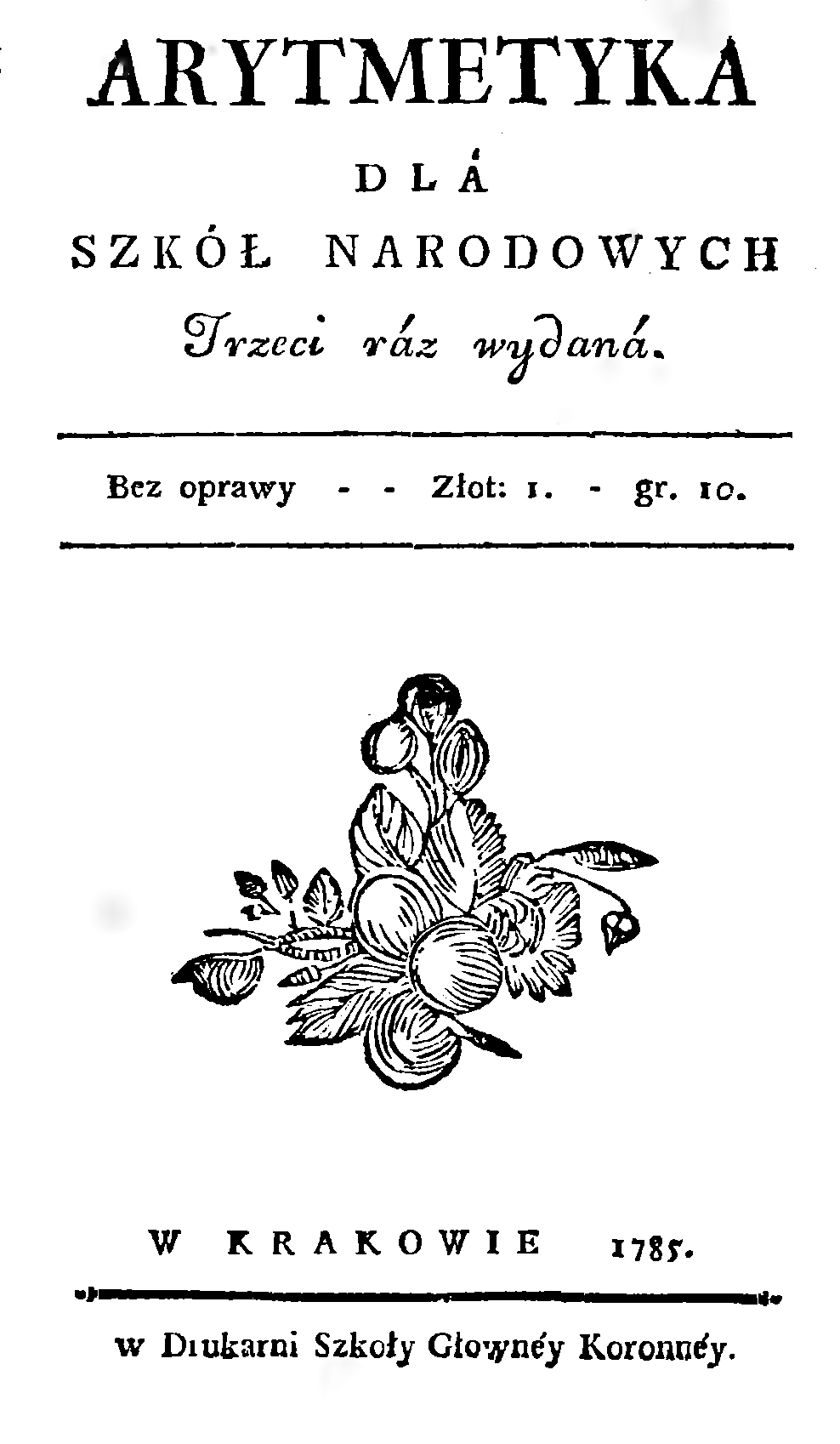
Arytmetyka dla szkół narodowych, publikacja Towarzystwa do Ksiąg Elementarnych z (1785)

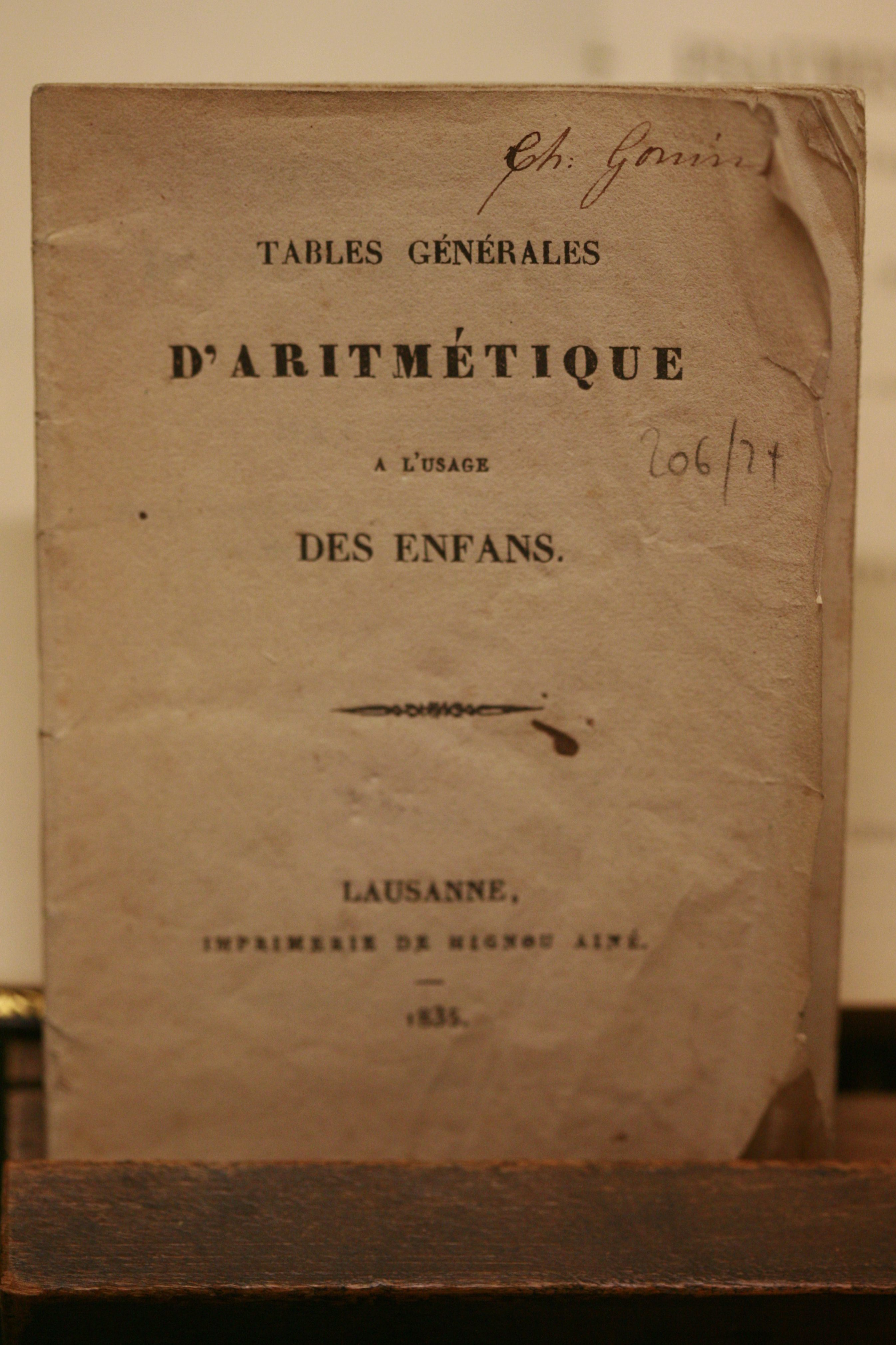
Przykład tablic arytmetycznych z XIX w.

Arytmetyka (łac. arithmetica, gr. ἀριθμητική arithmētikē, z ἀριθμός – liczba) – dział matematyki zajmujący się liczbami; jeden z podstawowych i najstarszych. Obejmuje co najmniej dwa obszary wiedzy:
- arytmetyka elementarna opisuje podstawowe działania na liczbach[1], zwłaszcza tych rzeczywistych, choć mówi się także o arytmetyce liczb kardynalnych czy porządkowych; działania uznawane za arytmetyczne to dodawanie, odejmowanie, mnożenie i dzielenie, a czasem też potęgowanie, pierwiastkowanie i logarytmy[potrzebny przypis];
- arytmetyka teoretyczna to inaczej teoria liczb; bada ich własności i w mniejszym stopniu dotyczy obliczeń, choć zajmuje się też niektórymi algorytmami jak sprawdzanie pierwszości czy faktoryzacja.

Ta pierwsza dziedzina jest trzonem matematyki elementarnej; jest rozwijana od prehistorii, przez różne kultury paleolityczne. Przez wieki opracowano ją dla różnych systemów zapisu; standardem stały się te pozycyjne, m.in. dzięki prostocie obliczeń na nich. Rozwój arytmetyki elementarnej osiągnął finał w XVII wieku, kiedy to opisano i rozpowszechniono:
- ułamki dziesiętne;
- logarytmy przyspieszające niektóre obliczenia;
- wzory umożliwiające szybkie rachunki przybliżone, np. wielomiany Taylora.

Mimo to także później rozwijano nowe teorie oraz sposoby zapisu, np. kod uzupełnień do dwóch. Poza tym w XVII wieku rozkwitła technologia obliczeń – obok znanych od starożytności liczydeł pojawiły się suwaki logarytmiczne oraz mechaniczne maszyny liczące jak Pascalina czy Ława licząca G.W. Leibniza. Do zadań arytmetycznych stworzono dalsze urządzenia, np. arytmometry i komputery, a ich automatyzacja i programowanie doprowadziły do początków informatyki w XIX wieku.

## Dzieje

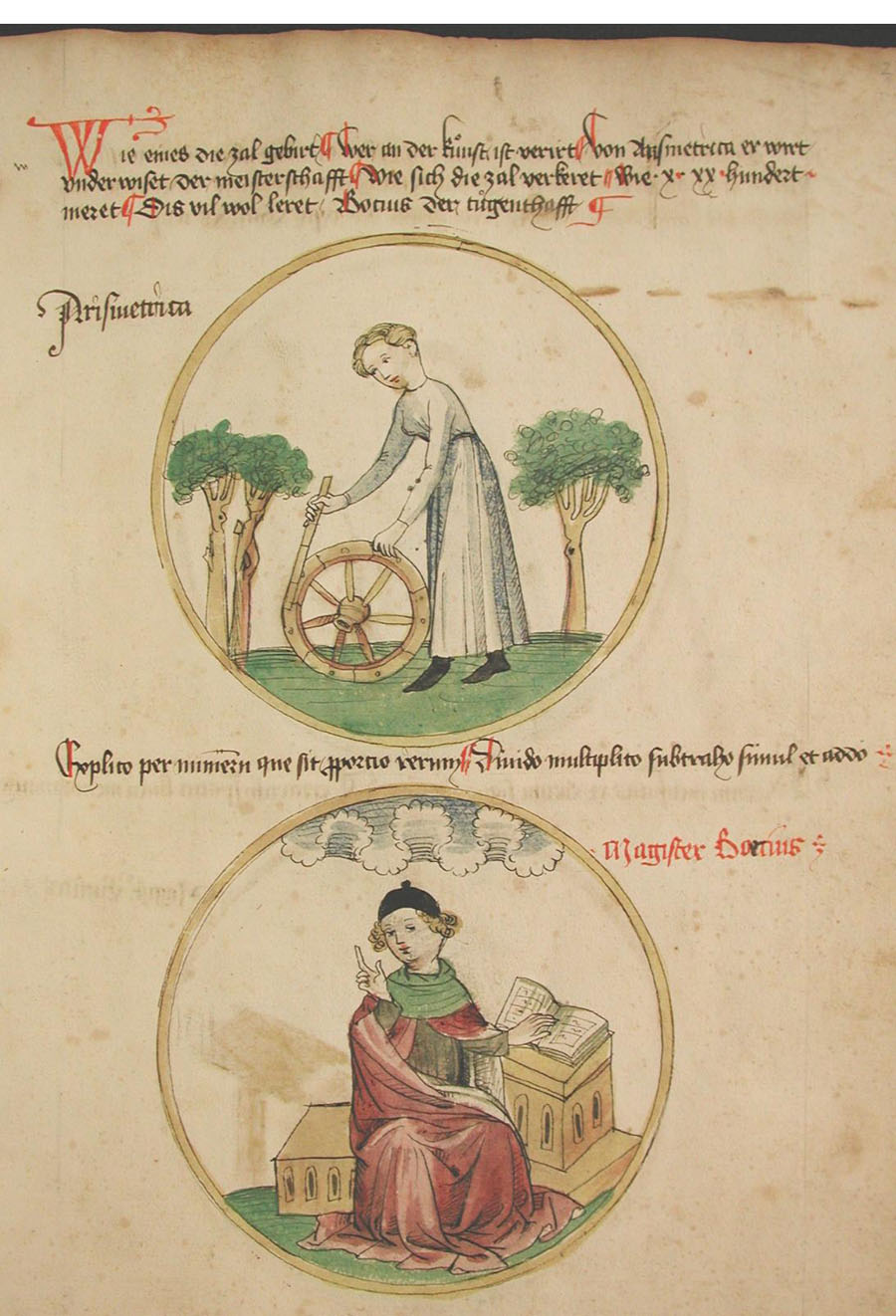
Arytmetyka jako jedna z siedmiu sztuk wyzwolonych przedstawiona na XV-wiecznej miniaturze.

Wiedza o prehistorii arytmetyki jest ograniczona do kilku niewielkich artefaktów udowadniających posługiwanie się pojęciami dodawania i odejmowania przez ludy neolityczne. Najbardziej znanym jest kość z Ishango, który według Petera Rudmana powstał pomiędzy 9000 a 6500 lat p.n.e.
Prawdopodobnie Babilończycy posiadali szeroką wiedzę w niemal wszystkich aspektach elementarnej arytmetyki już dwa tysiące lat przed naszą erą (patrz Plimpton 322). W papirusach ze starożytnego Egiptu pochodzących z XVII wieku p.n.e. można znaleźć dokładne algorytmy mnożenia i używania ułamków.
Pitagorejczycy w szóstym wieku p.n.e. uznawali arytmetykę za jedną z czterech najważniejszych nauk. Znalazło to odbicie również w programie średniowiecznych uniwersytetów jako element Quadrivium, które razem z Trivium utworzyło siedem sztuk wyzwolonych.
Pierwszym podręcznikiem oraz książką poświęconą arytmetyce napisaną w języku polskim jest Algoritmus, t. j. nauka liczby. Jej autorem był Tomasz Kłos, a została wydrukowana w Krakowie w 1538. Osiemnastowiecznym podręcznikiem szkolnym poświęconym arytmetyce była Arytmetyka dla szkół narodowych, publikacja Towarzystwa do Ksiąg Elementarnych z (1785) .
Współczesne algorytmy arytmetyczne (zarówno do obliczeń pisemnych, jak i elektronicznych) opierają się na cyfrach arabskich i pozycyjnym systemie liczbowym. Choć dziś stosowany jest w większości języków i kultur (mimo że istnieją naturalne systemy liczbowe), jego prostota jest kulminacją tysięcy lat rozwoju matematyki. Przykładowo Archimedes poświęcił całą pracę O liczeniu piasku wymyśleniu notacji dla zapisu wielkich liczb. Rozwój algebry w średniowiecznym świecie islamskim i w renesansowej Europie został umożliwiony przez znaczne uproszczenie obliczeń w systemie dziesiętnym.

## Miejsce w społeczeństwie
Nauczanie arytmetyki przeważnie zaczyna się w szkołach podstawowych lub jeszcze wcześniej, np. w przedszkolach. Z kolei programy szkół średnich przeważnie wyczerpują najszerzej rozumianą arytmetykę liczb rzeczywistych, obejmującą logarytmy. W starożytności i średniowieczu arytmetyka była częścią wykształcenia ogólnego jako jedna z siedmiu sztuk wyzwolonych, konkretniej jako pierwszy element quadrivium – podstawa dla geometrii, muzyki i astronomii.
Niektórzy pogłębiają sztukę obliczeń pamięciowych, uprawiając ją jako formę sportu. Wykonywaniu działań był poświęcony osobny zawód obliczeniowca, który rozkwitł w pierwszej połowie XX wieku i zanikł wraz z rozwojem komputerów.

## Arytmetyka dziesiętna
System dziesiętny pozwala zapisywać liczby za pomocą dziesięciu cyfr: 0,1,2, …, 9. Liczba w takim zapisie jest sekwencją cyfr, w której znaczenie każdej cyfry zależy od jej położenia w stosunku do przecinka: przykładowo 507,36 oznacza 5 setek (10²), plus 0 dziesiątek (101), plus 7 jednostek (100), plus 3 dziesiąte (10−1) plus 6 setnych (10−2). Kluczową częścią tego zapisu (i jednym z głównych odkryć umożliwiających jego wprowadzenie) jest zastosowanie symbolu 0 mogącego pełnić tę samą rolę co inne cyfry.
Warto zauważyć, że ani system dziesiętny, ani żaden inny, nie pozwalają dla dowolnej liczby rzeczywistej na dokładne jej zapisanie – w przypadku liczb niewymiernych zapis po przecinku nie jest okresowy, dokładne jej wyrażenie wymagałoby więc nieskończonej liczby cyfr.